# Heller (modelismo)

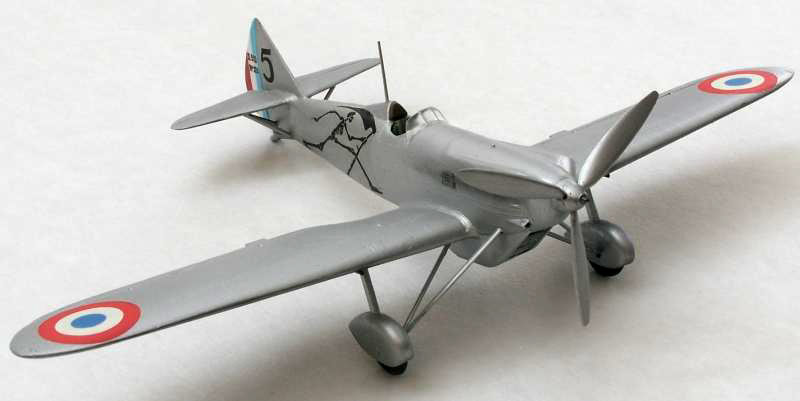
Modelo a escala 1/72 de un Dewoitine D.510 de Heller.

Heller es una compañía francesa fabricante de maquetas a escala desde los años 1950.

## Historia
La compañía fue fundada en París en el año 1957, iniciando la exportación de sus productos a otros países europeos y a Estados Unidos tres años después. En 1962 empezó a crear modelos a escala 1/100, inaugurándose un año después su fábrica en Trun. En 1969 consiguió un acuerdo con las autoridades soviéticas para crear cinco nuevos modelos.
En 1975 Heller estaba en su apogeo, y nueve años después su catálogo superaba las trescientas referencias. Algunos de sus modelos navales clásicos como el Victory o el Soleil Royal están compuestos por varios miles de piezas.